# Rosièiras (Alt Loira)
Rosières és un municipi francès situat al departament de l'Alt Loira i a la regió d'Alvèrnia-Roine-Alps. L'any 2007 tenia 1.424 habitants.

## Demografia

### Població
El 2007 la població de fet de Rosières era de 1.424 persones. Hi havia 567 famílies de les quals 194 eren unipersonals (79 homes vivint sols i 115 dones vivint soles), 167 parelles sense fills, 182 parelles amb fills i 24 famílies monoparentals amb fills.
La població ha evolucionat segons el següent gràfic:
Habitants censats

### Habitatges
El 2007 hi havia 799 habitatges, 584 eren l'habitatge principal de la família, 133 eren segones residències i 82 estaven desocupats. 725 eren cases i 75 eren apartaments. Dels 584 habitatges principals, 421 estaven ocupats pels seus propietaris, 146 estaven llogats i ocupats pels llogaters i 18 estaven cedits a títol gratuït; 4 tenien una cambra, 36 en tenien dues, 104 en tenien tres, 203 en tenien quatre i 237 en tenien cinc o més. 400 habitatges disposaven pel capbaix d'una plaça de pàrquing. A 229 habitatges hi havia un automòbil i a 265 n'hi havia dos o més.

### Piràmide de població
La piràmide de població per edats i sexe el 2009 era:
| Homes | Edats   | Dones |
| ----- | ------- | ----- |
| 4     | 95 o +  | 8     |
| 0     | 90 a 94 | 8     |
| 8     | 85 a 89 | 28    |
| 4     | 80 a 84 | 16    |
| 40    | 75 a 79 | 40    |
| 52    | 70 a 74 | 24    |
| 52    | 65 a 69 | 36    |
| 32    | 60 a 64 | 48    |
| 28    | 55 a 59 | 20    |
| 32    | 50 a 54 | 32    |
| 56    | 45 a 49 | 60    |
| 36    | 40 a 44 | 24    |
| 52    | 35 a 39 | 52    |
| 44    | 30 a 34 | 60    |
| 40    | 25 a 29 | 24    |
| 40    | 20 a 24 | 20    |
| 36    | 15 a 19 | 36    |
| 40    | 10 a 14 | 32    |
| 20    | 5 a 9   | 52    |
| 36    | 0 a 4   | 28    |

## Economia
El 2007 la població en edat de treballar era de 886 persones, 664 eren actives i 222 eren inactives. De les 664 persones actives 620 estaven ocupades (342 homes i 278 dones) i 44 estaven aturades (19 homes i 25 dones). De les 222 persones inactives 94 estaven jubilades, 65 estaven estudiant i 63 estaven classificades com a «altres inactius».

### Ingressos
El 2009 a Rosières hi havia 589 unitats fiscals que integraven 1.351 persones, la mediana anual d'ingressos fiscals per persona era de 15.168 €.

### Activitats econòmiques
Dels 86 establiments que hi havia el 2007, 1 era d'una empresa extractiva, 2 d'empreses alimentàries, 1 d'una empresa de fabricació de material elèctric, 5 d'empreses de fabricació d'altres productes industrials, 22 d'empreses de construcció, 12 d'empreses de comerç i reparació d'automòbils, 6 d'empreses de transport, 6 d'empreses d'hostatgeria i restauració, 5 d'empreses financeres, 4 d'empreses immobiliàries, 5 d'empreses de serveis, 12 d'entitats de l'administració pública i 5 d'empreses classificades com a «altres activitats de serveis».
Dels 30 establiments de servei als particulars que hi havia el 2009, 1 era una gendarmeria, 1 oficina de correu, 2 oficines bancàries, 1 funerària, 1 autoescola, 3 paletes, 1 guixaire pintor, 10 fusteries, 2 lampisteries, 2 electricistes, 3 perruqueries, 1 veterinari i 2 restaurants.
Dels 7 establiments comercials que hi havia el 2009, 1 era una botiga de més de 120 m², 1 una botiga de menys de 120 m², 2 fleques, 2 carnisseries i 1 una floristeria.
L'any 2000 a Rosières hi havia 56 explotacions agrícoles que ocupaven un total de 1.728 hectàrees.

## Equipaments sanitaris i escolars
El 2009 hi havia 1 hospital de tractaments de mitja durada (seguiment i rehabilitació), 1 farmàcia i 1 ambulància.
El 2009 hi havia 2 escoles elementals.

## Poblacions més properes
El següent diagrama mostra les poblacions més properes.